# Warren Street (Metropolitano de Londres)
Warren Street é uma estação do Metropolitano de Londres, localizada no cruzamento da Tottenham Court Road com a Euston Road e recebeu o nome da adjacente Warren Street. Faz parte das linhas Northern e Victoria e, embora seja relativamente menos usada do que várias estações vizinhas, fornece um intercâmbio entre essas duas linhas, bem como acesso ao University College Hospital.
A estação foi inaugurada em 1907 como Euston Road e foi projetada por Leslie Green. Foi reformado na década de 1930 por Charles Holden, quando as escadas rolantes foram instaladas pela primeira vez. Uma extensa reforma ocorreu no final dos anos 1960 para acomodar a linha Victoria, quando funcionou brevemente como um terminal temporário. Foi a primeira estação do metrô a ter uma superfície Wi-Fi dedicada em 2012.

## Nome e localização
As instalações são adjacentes à Warren Street, Euston Road e Tottenham Court Road; Warren Street recebeu o nome do oficial da marinha do século XVIII, Sir Peter Warren. A estação atende o ramal Charing Cross da linha Northern, entre as estações Euston e Goodge Street, e a linha Victoria entre Oxford Circus e Euston. Fica na Zona 1 do Travelcard e é a estação de metrô mais próxima do University College Hospital, ficando em frente ao prédio principal. É também uma 0.1 mi (160 m) caminhe até Euston Square nas linhas Circle, Hammersmith & City e Metropolitan, que fica do outro lado do prédio do hospital.
As rotas de ônibus de Londres 18, 24, 27, 29, 30, 73, 134, 205 e 390 e as rotas noturnas N5, N20, N29, N73, N205, N253 e N279 servem a estação.
A estação tem um tráfego relativamente baixo para as estações da linha Victoria na área. Em 2020, o total anualizado para Warren Street foi de cerca de 7,7 milhões, inferior a Euston (8,8 milhões), Green Park (9,4 milhões), Oxford Circus (14,6 milhões), Kings Cross St Pancras (18,8 milhões) e Victoria (23 milhões).

## História

### Northern line
A estação fazia parte da Charing Cross, Euston and Hampstead Railway original, indo de Charing Cross a Camden Town. As obras começaram na estação em 1902, projetado por Leslie Green. Foi inaugurado junto com o resto da linha em 22 de junho de 1907 pelo presidente da Junta de Comércio, David Lloyd George, sob o nome de "Euston Road". Este nome ainda pode ser visto no azulejo da plataforma da linha Northern. O nome da estação mudou para "Warren Street" no ano seguinte, em 7 de junho de 1908.
No início dos anos 1930, Charles Holden projetou uma reforma para a estação, incluindo o edifício de superfície. Em setembro de 1933, a estação foi reconstruída, com escadas rolantes instaladas no lugar dos elevadores originais. Catracas foram instalados na entrada da estação em julho de 1968.

### Victoria line
Warren Street não estava nas propostas originais para a linha Victoria, mas foi adicionada quando o trabalho começou em 1962. Isso foi feito para quebrar uma longa seção de metrô entre Euston e Oxford Circus e fornecer um ponto de acesso de transporte público adicional para a área local.
As plataformas Victoria foram inauguradas em 1 de dezembro de 1968 como um terminal sul temporário da linha. Os trens correram para a plataforma sul e inverteram; a plataforma norte não foi usada originalmente. O intercâmbio com a Linha Northern era complicado, pois envolvia uma escada e duas escadas rolantes. A extensão para o sul em direção a Victoria foi inaugurada oficialmente em 7 de março de 1969, embora os trens estivessem circulando desde 24 de fevereiro. Junto com outras estações da linha Victoria, o novo complexo foi originalmente decorado com azulejos mostrando uma ilustração relacionada ao nome da estação - neste caso, um labirinto.

### História posterior
Em 27 de abril de 2012, a estação Warren Street se tornou a primeira estação habilitada para Wi-Fi do Metrô de Londres.

## Incidentes
Em 23 de novembro de 1984, ocorreu um incêndio em um complexo de manutenção perto de Oxford Circus. A linha Victoria foi parcialmente suspensa, com trens terminando na Warren Street. A linha foi reaberta em 17 de dezembro. Acredita-se que o incêndio tenha sido causado por um cigarro descartado, o que levou à proibição de fumar em todos os componentes subterrâneos do metrô, incluindo trens, plataformas e estações.
Em 23 de julho de 2018, uma mulher morreu após ser atropelada por um trem na estação. A polícia não acredita que haja circunstâncias suspeitas.

## Galeria

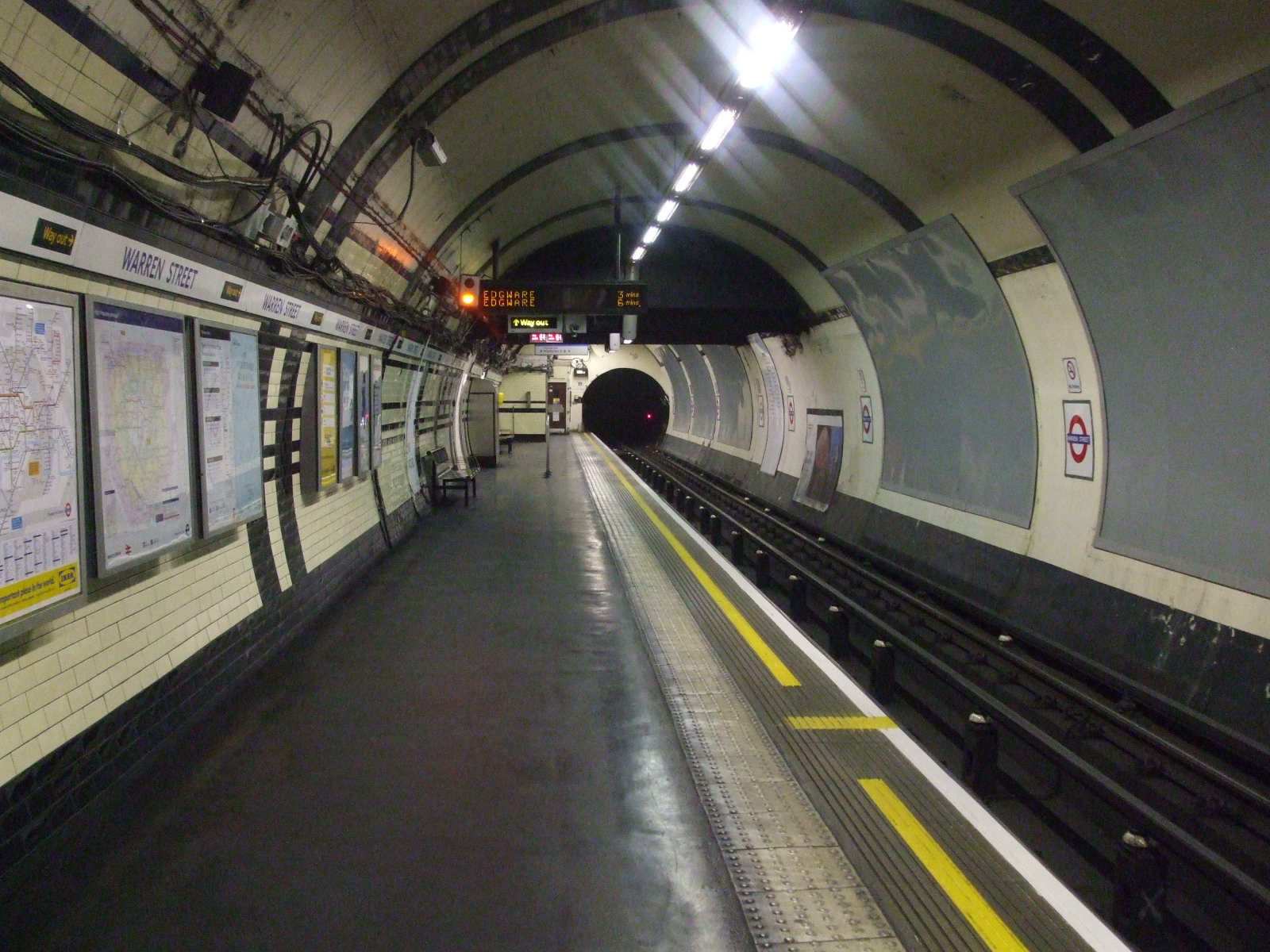
Plataforma norte da linha Northern olhando para o norte, julho de 2008
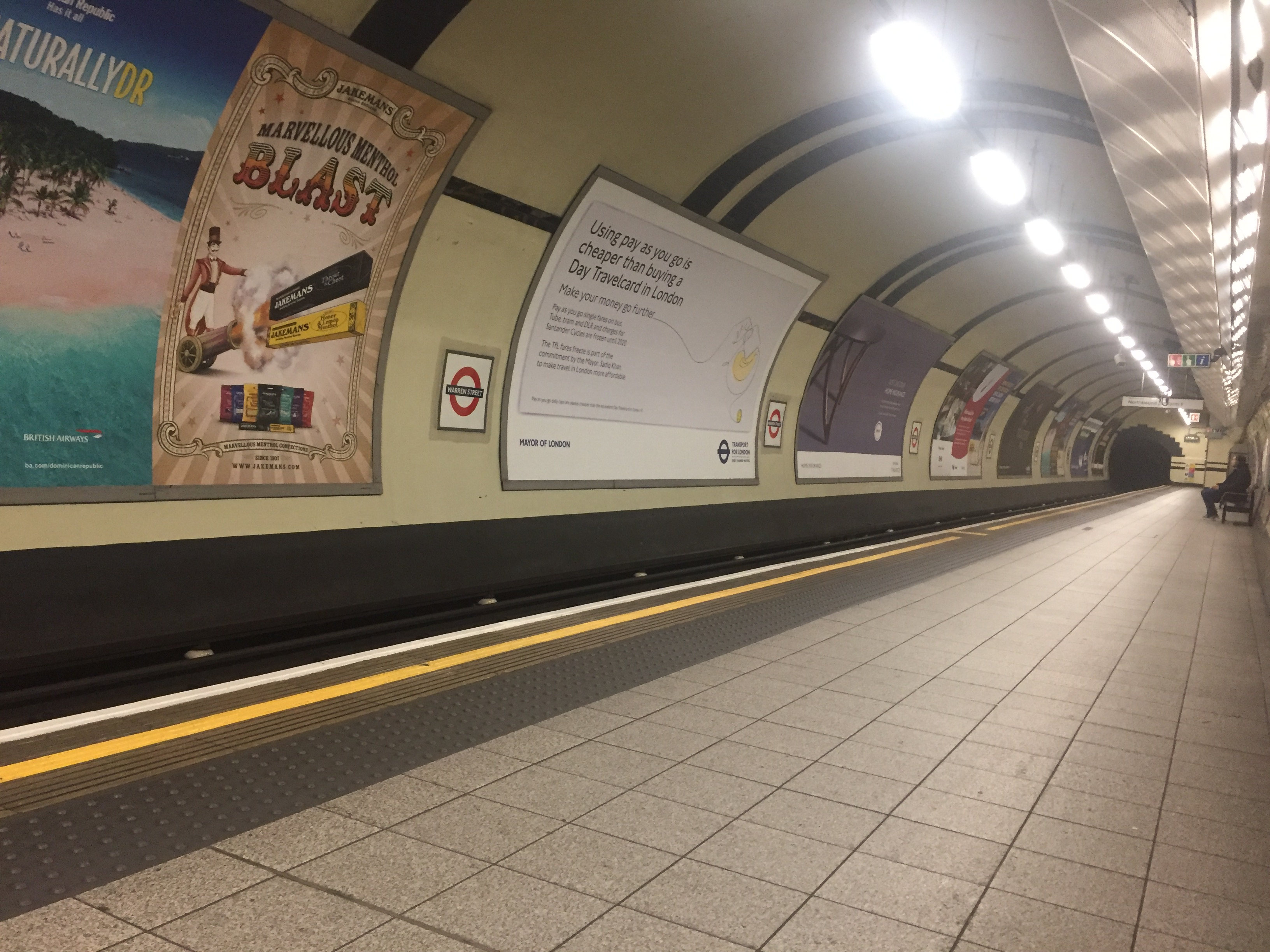
Sentido norte, olhando para o sul, fevereiro de 2018
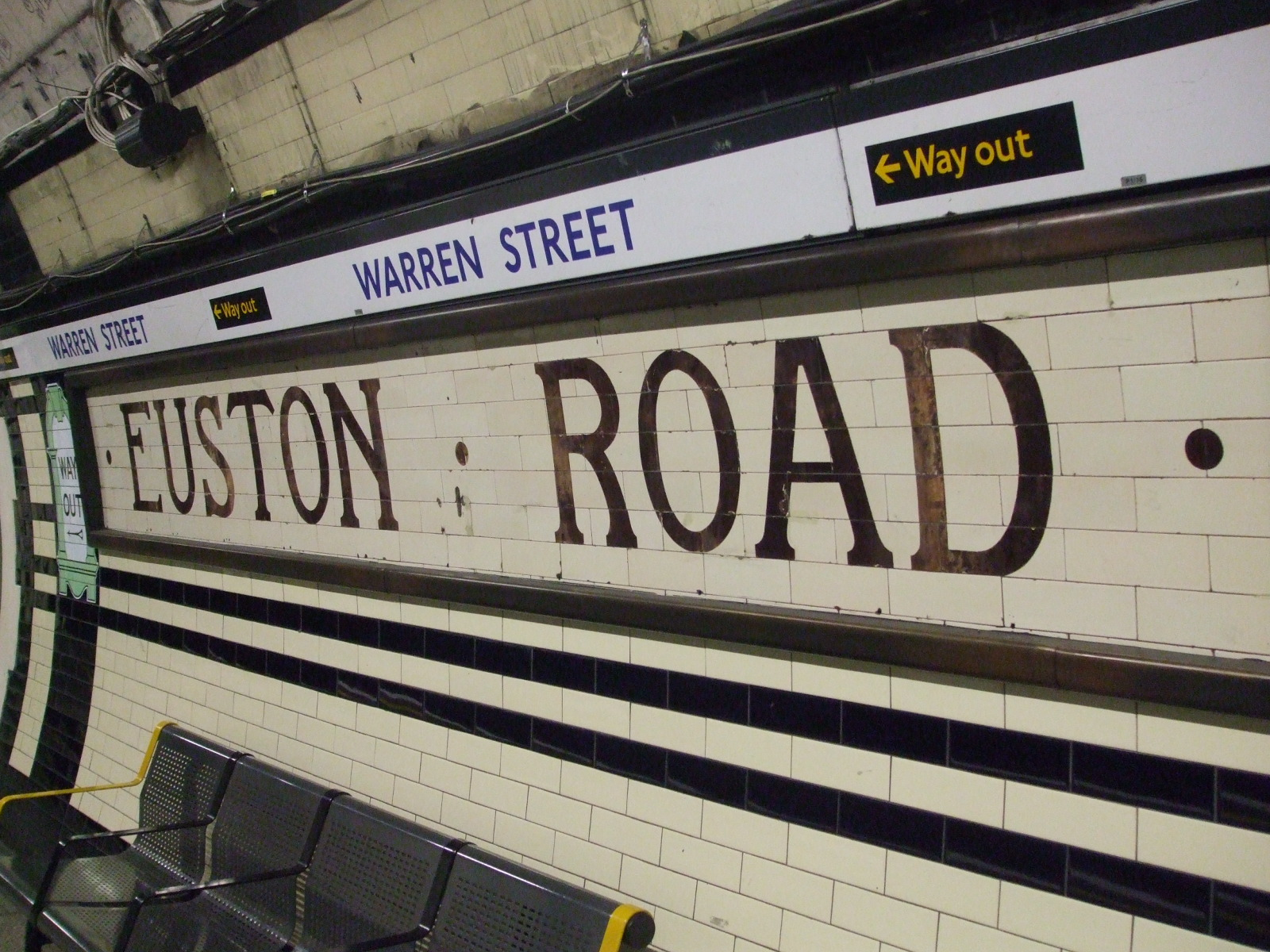
Ladrilhos na plataforma sul da linha Northern, revelando o antigo nome da estação, Euston Road
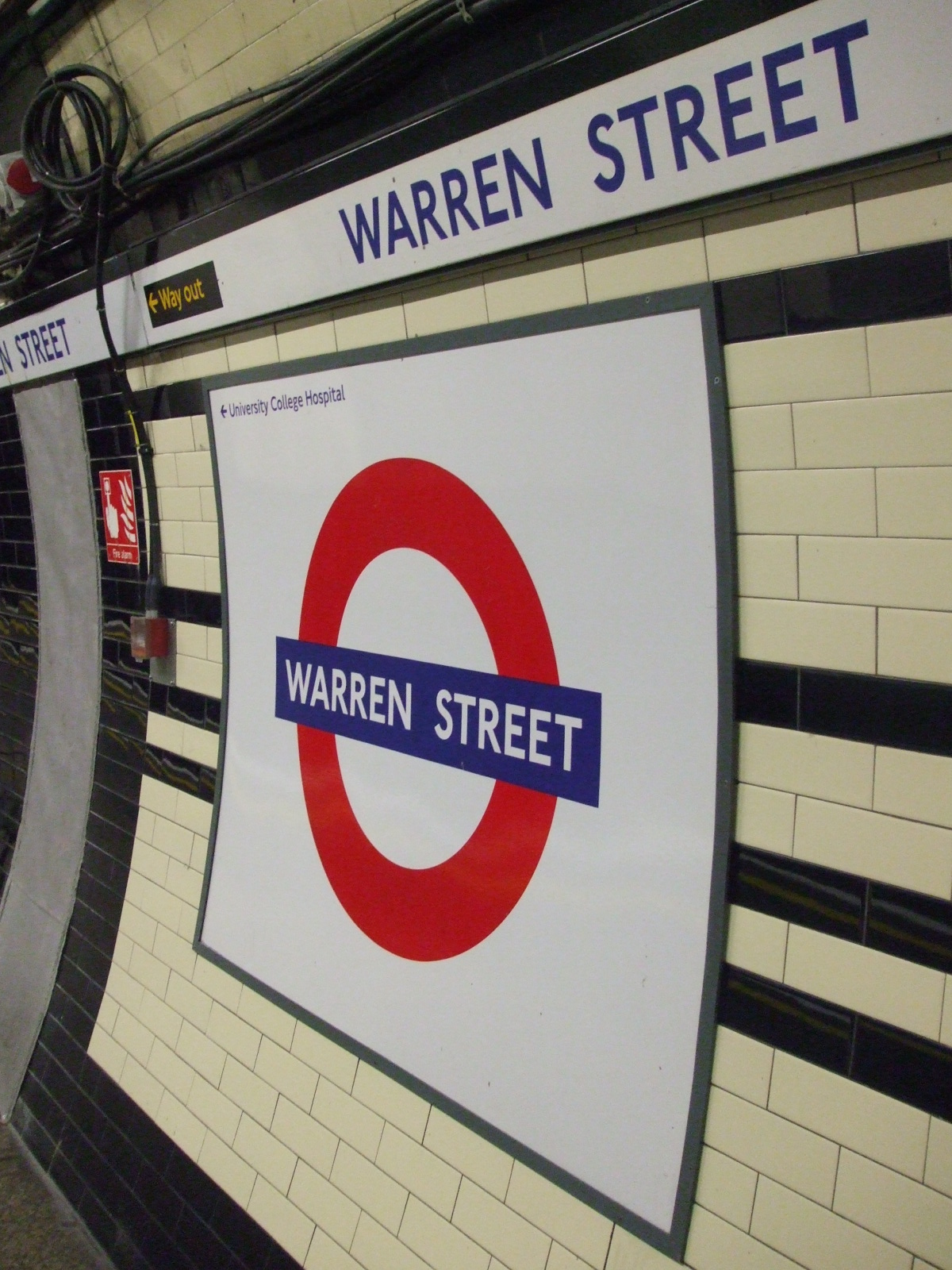
Roundel na plataforma da linha Northern
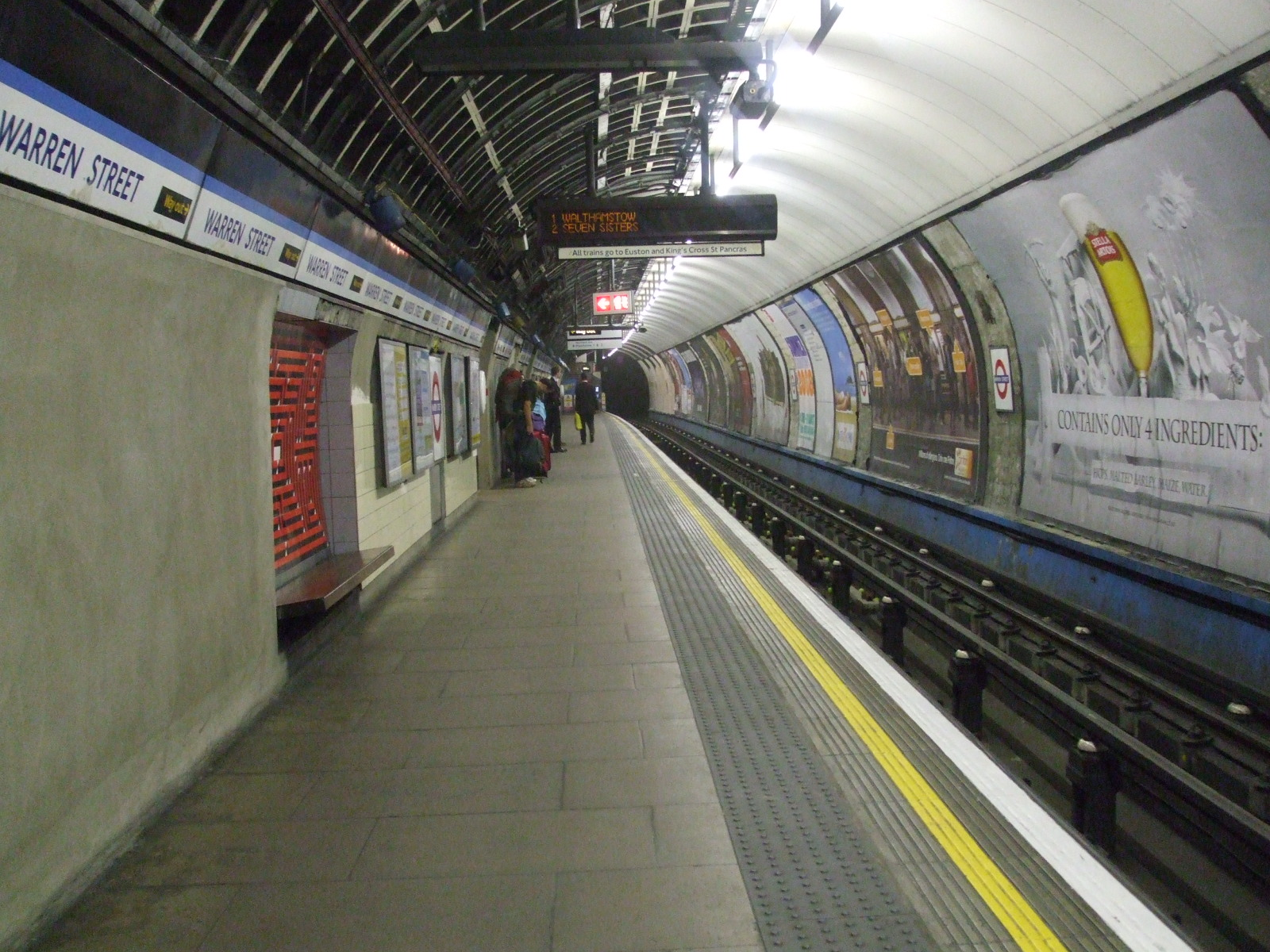
Plataforma norte da linha Victoria olhando para o norte, julho de 2008. Depois de alguns anos, a estação foi reformada
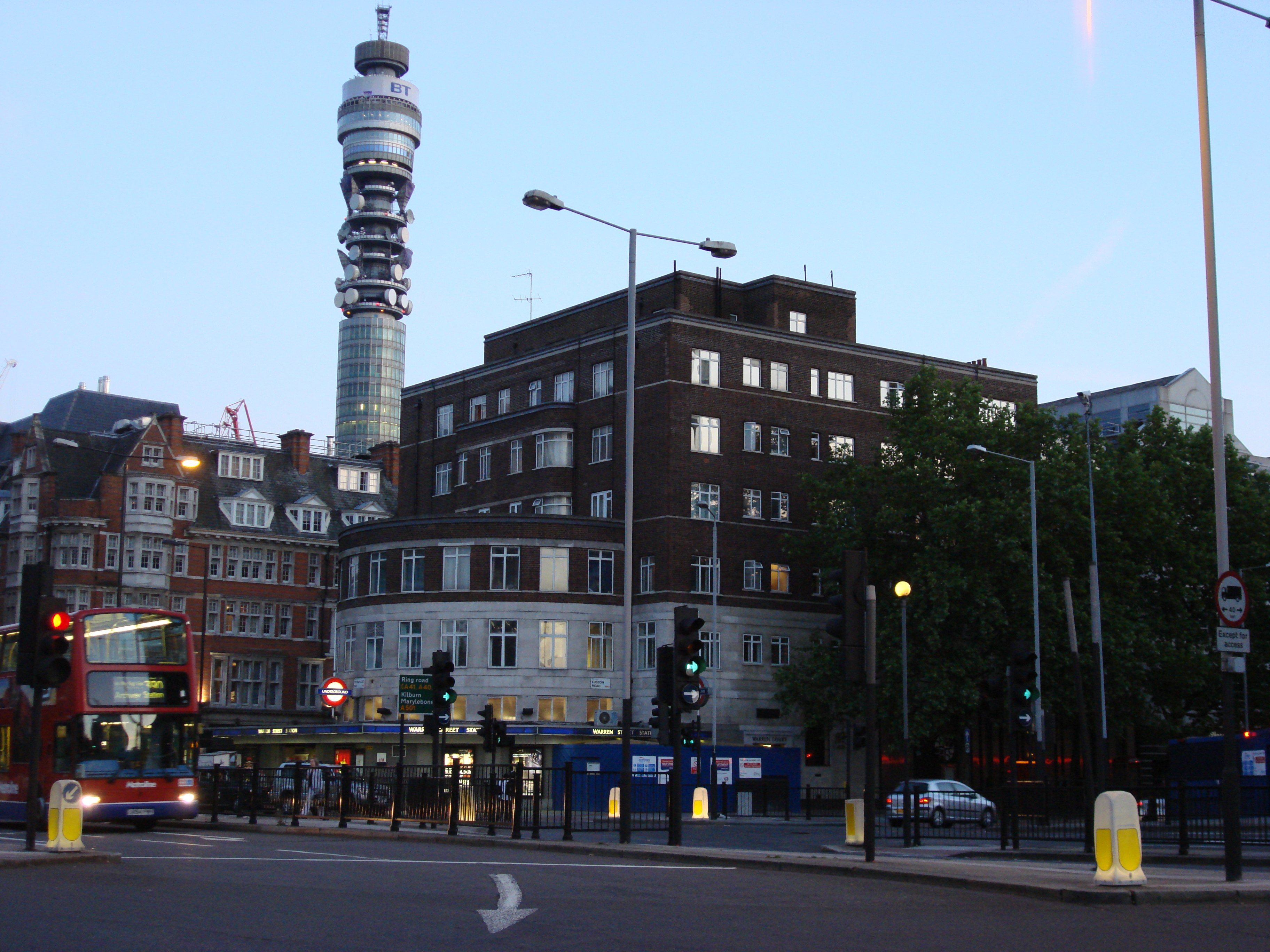
Estação Warren Street vista do nordeste através da Euston Road